# Siergiej Dienisow (lotnik)
Siergiej Prokofiewicz Dienisow (ros.) Сергей Прокофьевич Денисов (ur. 29 listopada?/12 grudnia 1909 w Rossoszy w obwodzie woroneskim, zm. 6 czerwca 1971 w Moskwie) – radziecki dowódca wojskowy, generał porucznik lotnictwa, dwukrotny Bohater Związku Radzieckiego (1937, 1940).

## Życiorys
Z pochodzenia Rosjanin, urodził się w Rossoszy, w rodzinie robotniczej. W wieku 16 lat rozpoczął pracę jako ślusarz w zakładzie naprawiającym traktory. W 1929 został powołany do Armii Czerwonej i skierowany do szkoły pilotów, którą ukończył w 1931 i następnie rozpoczął służbę jako pilot myśliwski.
W 1936 na ochotnika zgłosił się i wyjechał do Hiszpanii, gdzie wziął udział w tamtejszej wojnie domowej jako pilot – dowódca oddziału lotnictwa myśliwskiego, a następnie dowódca brygady myśliwskiej. W Hiszpanii przebywał do 1937. W tym czasie wykonał 200 lotów bojowych i zestrzelił 13 samolotów przeciwnika indywidualnie oraz 6 w walkach grupowych.
Po powrocie z Hiszpanii został mianowany kombrygiem oraz dowódcą pułku myśliwskiego. 4 lipca 1937 został nagrodzony tytułem Bohatera Związku Radzieckiego, za bohaterstwo wykazane w trakcie walk w Hiszpanii. Kolejno zajmował stanowisko dowódcy brygady lotnictwa myśliwskiego. W 1938 został dowódcą 2 Dywizji Lotniczej Specjalnego Przeznaczenia, a następnie dowódcą lotnictwa 2 Armii.
Od maja do września 1939 jako dowódca lotnictwa 2 Armii wziął udział w walkach w rejonie Chałchin-Goł z wojskami japońskimi. W styczniu 1940 został dowódcą lotnictwa 7 Armii i wziął udział w wojnie radziecko-fińskiej. 21 marca 1940 po raz drugi otrzymał tytuł Bohatera Związku Radzieckiego za wybitne zasługi w trakcie przełamywania linii Mannerheima.
W kwietniu 1940 został dowódcą Sił Powietrznych Zakaukaskiego Okręgu Wojskowego, a 4 czerwca 1940 otrzymał awans na stopień generała porucznika lotnictwa. W sierpniu 1941 został mianowany komendantem Kaczyńskiej Wojskowej Szkoły Pilotów, którym był do lutego 1943. Od lutego 1943 był dowódcą 283 Dywizji Lotnictwa Myśliwskiego 16 Armii Lotniczej. Dywizją tą dowodził do lutego 1944, m.in. w trakcie walk w rejonie Orła i Kurska. W lutym 1944 został oficerem Sztabu Głównego Sił Powietrznych ZSRR i funkcję tę pełnił do stycznia 1947. W styczniu 1947 z powodu choroby został przeniesiony w stan spoczynku. Zmarł 6 czerwca 1971 w Moskwie i został pochowany na Cmentarzu Nowodziewiczym.

## Awanse
- kapitan (1937)
- major (1937)
- pułkownik (1937)
- Kombrig (22 lutego 1938)
- komdiw (8 sierpnia 1939)
- generał porucznik (4 czerwca 1940)

## Ordery i odznaczenia
- Bohater Związku Radzieckiego – dwukrotnie (4 lipca 1937, 21 marca 1940),
- Order Lenina – dwukrotnie
- Order Czerwonego Sztandaru – dwukrotnie
- Order Aleksandra Newskiego
- Order Czerwonej Gwiazdy
- Orderem Czerwonego Sztandaru (Mongolia)